# Taggig pärlemorfisk
Taggig pärlemorfisk (Argyropelecus aculeatus) är en liten djuphavsfisk i ordningen drakfiskartade fiskar som lever i Atlanten, Indiska oceanen och Stilla havet. Den har lysorgan på undersidan av kroppen.

## Utseende
En fisk med mycket hög, från sidorna starkt sammanpressad kropp. På stjärtens undersida sitter flera taggar, och buken är försedd med lysorgan. Munnen är stor och nästan lodrät, ögonen är stora och utstående. Bukfenorna är mycket lågt placerade. Ryggfenan har 9 mjukstrålar, analfenan 12. Som mest kan fisken bli 8,3 cm lång.

## Vanor
Den taggiga pärlemorfisken håller sig på djup mellan 300 och 600 m under dagtid, för att nattetid stiga upp till mellan 100 och 300 m. Födan, som fångas i skymningen, består framför allt av musselkräftor, men den tar också djur som hoppkräftor, larver av tiofotade kräftdjur och fiskyngel.

## Utbredning
Arten förekommer i östra Atlanten från Portugal till Senegal med fynd gjorda vid Namibia och Norge; i västra Atlanten utanför Kanada samt mellan 40°N–10°N och 15°S–35°S; i Indiska oceanen mellan  0° och 35°S, i västra Stilla havet mellan 35°N och 35°S samt i sydöstra Stilla havet från 30°S till 35°S. Fynd har även rapporterats från Adenviken och Arabiska havet.

## Hot
För beståndet är inga hot kända. Fisken är i flera regioner vanligt förekommande. IUCN listar arten som livskraftig (LC).